# ويليام باري
ويليام آر. باري (28 يونيو 1828 - 12 أغسطس 1900) كان رجل أعمال أمريكيًا ومدافعًا عن حقوق الصم. عند وفاته، وصفته صحيفة بالتيمور صن بأنه أحد أشهر المواطنين في المدينة.

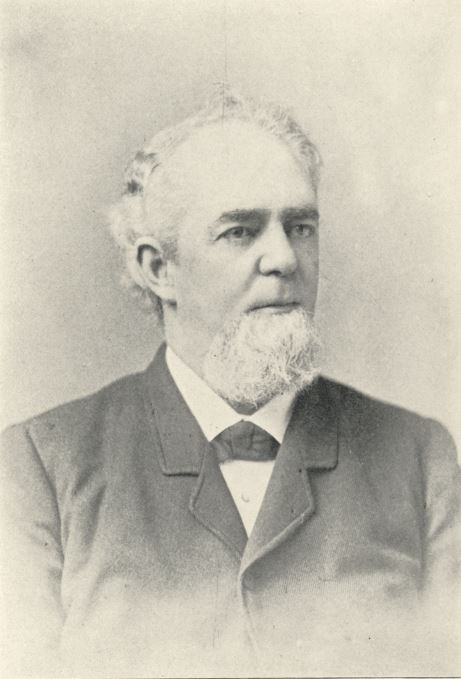

## الحياة المبكرة والمهنة
وُلِد باري في 28 يونيو 1828 في بالتيمور، حيث عاش حياته كلها. تلقى تعليمه المبكر في مدارس بالتيمور، حيث كان مُهيأً للمهن التجارية. لمدة عدة سنوات كان رئيسًا لشركة باري وكوك، وهي شركة كبيرة لتجارة الجملة للأجهزة.
صبح باري رئيسًا لشركة ماريلاند للتأمين ضد الحرائق في عام 1879 تقريبًا، وهو المنصب الذي شغله حتى وفاته. لفترة طويلة من الزمن، شغل أيضًا منصب رئيس مجلس إدارة شركات التأمين. كان مشاركًا في فيلق الإنقاذ، الذي كان يدعمه مقدمو خدمات ضمان السندات.

## المشاركة في تعليم الصم والدعوة لهم
على الرغم من أنه كان يسمع بنفسه، اهتم باري بتعليم الصم والذي نشأ من ابنته الصماء.
أصبح باري عضوًا في مجلس زوار مدرسة ماريلاند للصم في عام 1869، وهو العام الثاني من عملها النشط، وظل يشغل هذا المنصب حتى وقت وفاته. منذ تعيينه، أصبح السيد باري عاملاً بارزًا في عمل المجلس. تم تعيينه في وقت مبكر عضوًا في اللجنة التنفيذية واحتفظ بهذا المنصب من خلال العديد من التغييرات في موظفيها حتى نهاية خدمته التي استمرت واحدًا وثلاثين عامًا. وكان له الفضل الأكبر في نجاح المدرسة خلال هذه الحقبة، بما في ذلك تشييدها المباني المناسبة لتعليم الأطفال. تم انتخابه نائبًا لرئيس مجلس الإدارة في يونيو 1883، وعند وفاة إينوك برات تم اختياره رئيسًا في يناير 1897، وأعيد انتخابه في كل من الاجتماعات السنوية التالية.
لمدة ثلاثين عامًا تقريبًا، تطوع باري كوكيل مدينة للصم، بموجب تعيين من رئيس بلدية بالتيمور ومجلسها. وكان باري أيضًا أحد مديري مدرسة ماريلاند الملونة للمكفوفين والصم منذ إنشائها. كان ارتباطه بالصم عميقًا لدرجة أنه كان يعرف شخصيًا جميع الصم تقريبًا في ماريلاند.
رُكب تمثال نصفي لباري بواسطة إرنست وايز كايزر في مدرسة ماريلاند للصم في عام 1904.

## المشاركة الخيرية الأخرى والوفاة
كان باري من الميثوديين المحليين البارزين. كان أحد مؤسسي كنيسة تشاتسوورث الميثودية المستقلة في بالتيمور، وكان سخيًا ومؤيدًا قويًا حتى نهاية حياته. لمدة طويلة من السنين كان مشرفًا على مدرسة الأحد.
كان باري أحد منظمي جمعية بالتيمور لمنع القسوة على الأطفال، وشغل منصب الرئيس لبعض الوقت. وكان أيضًا رئيسًا لجمعية هنري واتسون لمساعدة الأطفال في بالتيمور.
توفي باري في 12 أغسطس 1900 في بالتيمور بسبب مشكلة في القلب.